# Virkning

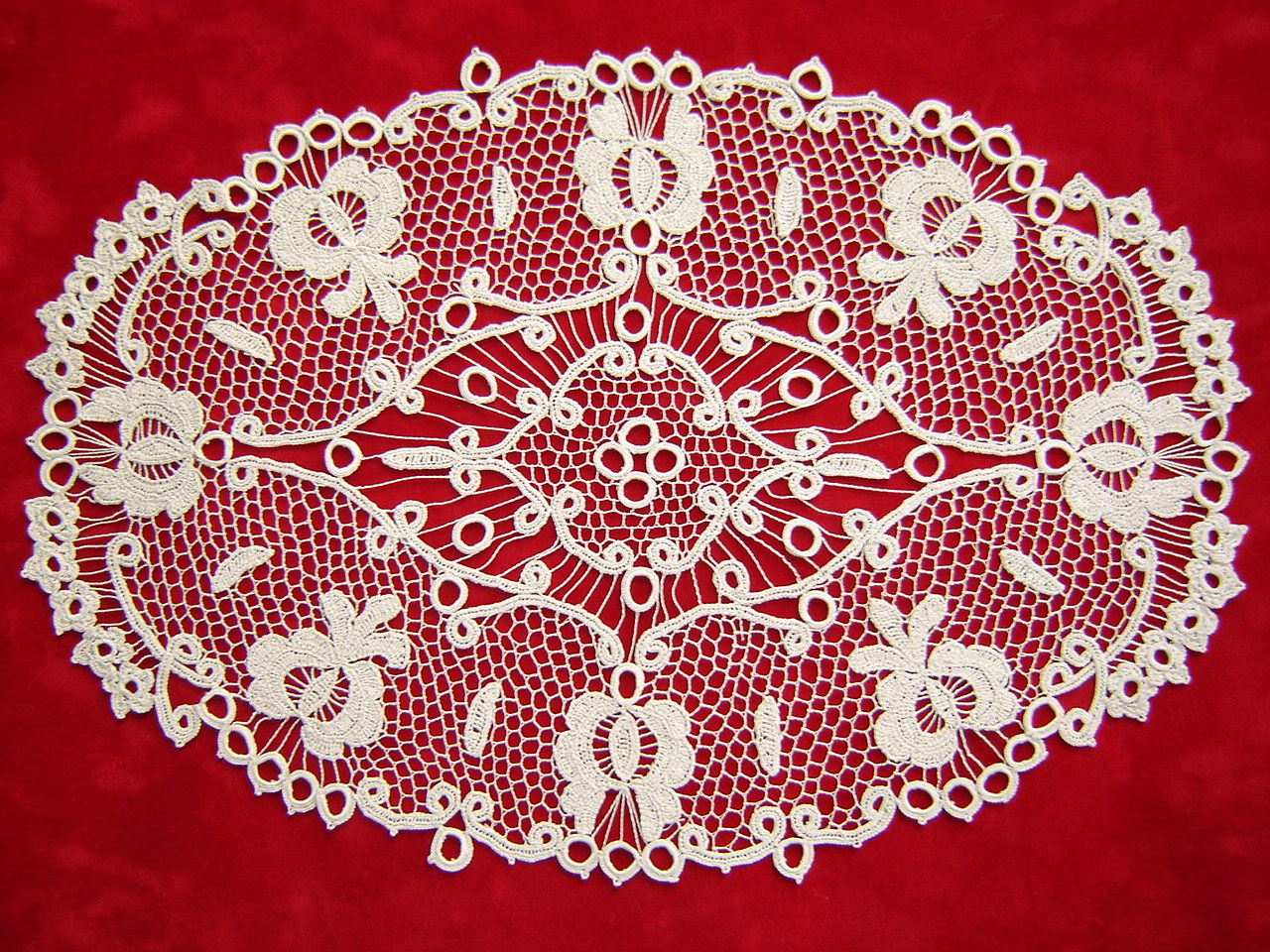
Csetneki virkning, en ungersk variant.

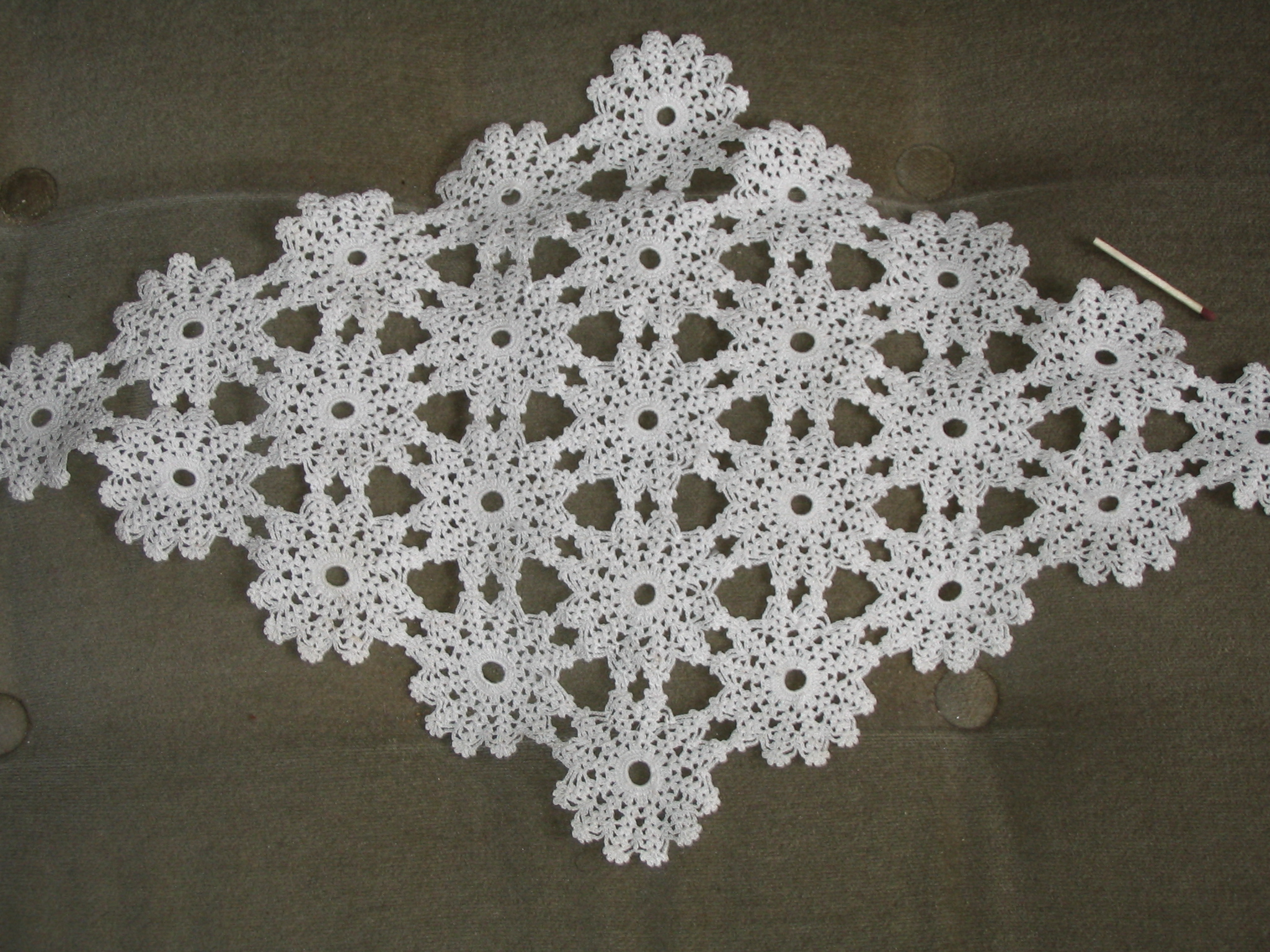
Liten duk från omkring 1930.

Virkning (av virka, av tyska wirken ’verka’, ’uträtta’) är en textil teknik som utförs med en virknål (kallas även virkkrok) och garn. Med hjälp av nålen som har en krok i ena änden skapas öglor som fästs i varandra. Olika sorters maskor används på olika sätt för att skapa olika mönster och textur. Virkning kan göras kvadratiskt eller i olika former genom att minska eller öka varv. Virkning kan också göras i en cirkel, då kallas det ofta för rundvirkning. Virkning kan användas till bland annat kläder, väskor, heminredning, dukar och gardiner. Många av termerna inom virkning används också inom stickning.

## Historia
Virkningen är en relativt ny textil teknik och man har tidigare inte kunnat hitta historiska belägg för tekniken före sent 1700-tal. 1998 gjordes dock ett fynd från slutet av 1600-talet, en virkad pung som köptes in av Kungliga Myntkabinettet. I pungen låg en lapp med texten:
Elisabet Paulson gift med Derecteur Wolf wirkat denna 1693 tilika med det öfriga wirkade i skåpet. (Wiséhn, 2006, s 40).
Detta gör att virkningens uppkomst dateras till mitten av 1600-talet. Under 1800-talet var tekniken populär att använda för hemtextil, då bomull blev vanligt. Virkade kläder och accesoarer var däremot ofta virkade av silke.
Under slutet av 1700-talet blev virkning en industri i det fattiga Irland, där man kopierade knypplade mönster och omsatte dem i virkning. Inom hemslöjdsrörelsen i Sverige var tekniken länge ogillad och en av rörelsens grundare Lilli Zickerman beskrev tekniken som förkastlig då man kunde utföra den halvliggande.
Den första virkboken på svenska kom 1844. Den var skriven av Emma Hennings och hette Nya mönster till spetsstickning och spetsvirkning med plancher av Charlotte Leander. Efter det dök virkböcker och mönstertidningar upp i Sverige.

## Grunderna i virkning
En virkning kan påbörjas med en löpögla på garnet, som virknålen sätts i. Första varvet görs sedan med luftmaskor. Dessa utförs genom att först dra garnet med hjälp av virknålen genom löpöglan, och sedan genom den nya öglan som bildas, och fortsätta så tills önskad storlek på arbetet erhållits. Löpmaskkedjan kan även slutas för att forma en cirkel för att starta runda arbeten. Det går även utmärkt att starta en virkning utan luftmaskkedja. En annan variant när arbetet ska virkas runt och inte fram och tillbaka är att använda en så kallad magisk ring. En garnögla läggs runt handen eller fingrarna, önskade maskor virkas i denna ögla och som avslutning dras öglan åt för att skapa en början utan synligt mittenhål.
Arbetet kan sedan vändas och virkas tillbaka i luftmaskorna. Då fås en fyrkantig virkning. Om den sista luftmaskan i stället virkas ihop med den första fås en liten ring. Virkningens nästa varv fortsätter åt samma håll runt ringen och arbetet blir runt.
Principen för den fortsatta virkningen är, oavsett om arbetet vänds eller virkas runt, att garnet först dras genom en maska på varvet före och därefter genom de båda öglorna på virknålen. Detta kallas fast maska. En variant är att sno garnet en eller flera gånger runt virknålen innan garnet dras igenom alla öglorna. Då uppkommer stolpar av olika slag.
Ananasmaska består av flera halvfärdiga stolpar som virkas tillsammans till en maska.

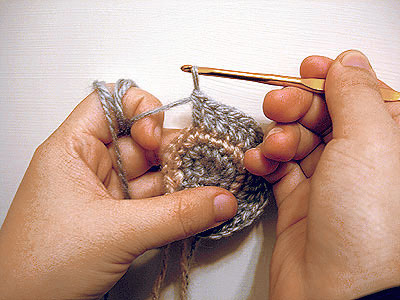
Virkning av rundel.

## Typer av maskor
Det finns fem grundläggande maskor, som bygger upp de flesta mönster och tekniker.
- Luftmaska, används i virkningens första varv eller för att skapa kedjor[6]

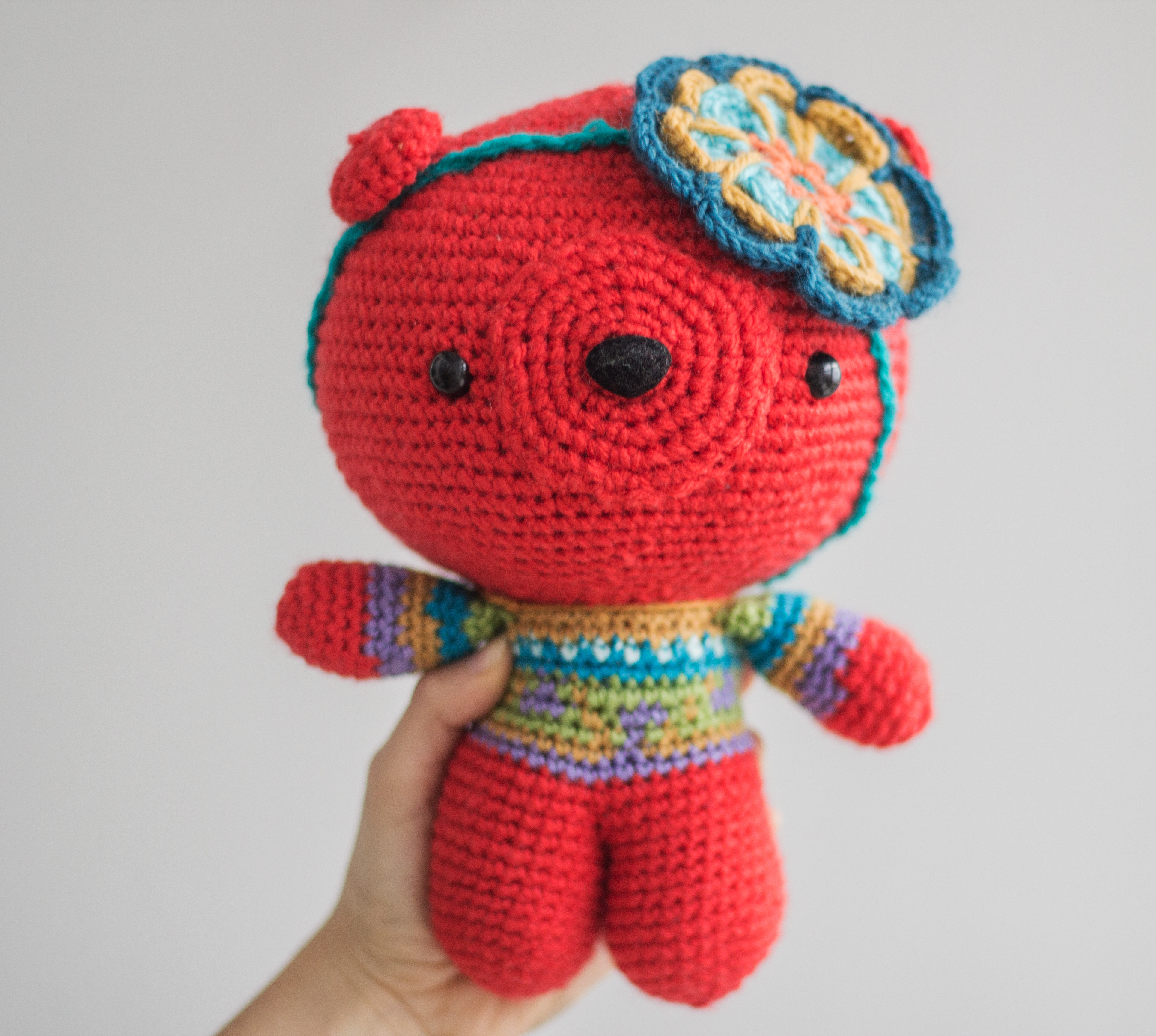
Virkad björn, Amigurumi.

- Smygmaska
- Fast maska
- Halvstolpe
- Stolpe

## Virkningstekniker
- Mormorsruta
- Amigurumi
- Astrakanvirkning
- filévirkning
- Ajourvirkning kallas öppna bottenmönster mellan täta mönsterpartier. Bottenmönstret kan bestå av luftmaskbågar tätt övervirkade med fastmaskor.

## Virkningsförkortningar
Ett vanligt problem när man virkar eller stickar är att det är svårt att förstå förkortningarna. Om man virkar efter ett mönster på ett annat språk kan det vara bra att veta vad förkortningarna betyder. Här finns också översättningar till virknålar.
| Maska           | Svensk förkortning | Amerikansk förkortning | Brittisk förkortning | Tysk förkortning | Dansk förkortning | Fransk förkortning |
| --------------- | ------------------ | ---------------------- | -------------------- | ---------------- | ----------------- | ------------------ |
| Maska           | m                  | st                     | st                   |                  |                   |                    |
| Varv            | v                  | rnd                    | rnd                  |                  |                   |                    |
| Fast maska      | fm                 | sc                     | dc                   | fm               | fm                |                    |
| Luftmaska       | lm                 | ch                     | ch                   | lm               | lm                |                    |
| Smygmaska       | sm                 | sl st                  | sc                   | km               | km                |                    |
| Halvstolpe      | hst                | hdc                    | atr                  | atr              | hstm              |                    |
| Stolpe          | st                 | dc                     | tr                   | tr               | st                |                    |
| Dubbelstolpe    | dst                | tr                     | dtr                  |                  |                   |                    |
| Tredubbelstolpe | tredst             |                        |                      |                  |                   |                    |
| Maskbåge        | mb                 | lp                     | lp                   |                  |                   |                    |
| Minskning       | 2-1                | invdec/dec             | invdec/dec           |                  |                   |                    |
| Ökning          | 2i1                | inc                    | inc                  |                  |                   |                    |
| Luftmaskbåge    | lmb                |                        |                      |                  |                   |                    |

## Virknålsstorlekar

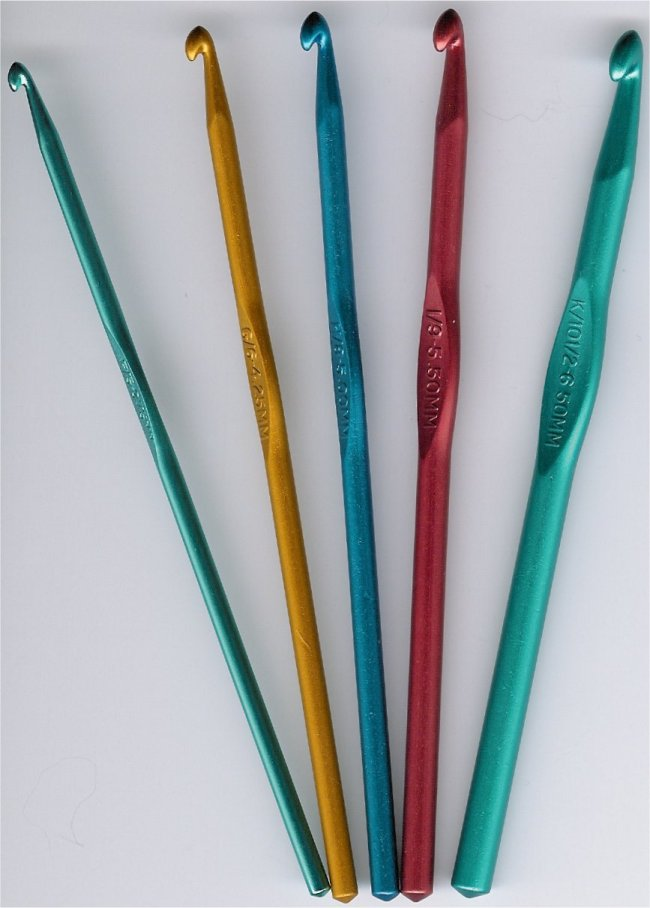
Virknålar i olika storlekar.

| Svenska | Brittiska | Amerikanska |
| ------- | --------- | ----------- |
| 2 mm    | 14        |             |
| 2,25 mm |           | B-1         |
| 2,5 mm  | 12        |             |
| 2,75 mm |           | C-2         |
| 3 mm    | 11        |             |
| 3,25 mm | 10        | D-3         |
| 3,5 mm  | 9         | E-4         |
| 3,75 mm |           | F-5         |
| 4 mm    | 8         | G-6         |
| 4,5 mm  | 7         | 7           |
| 5 mm    | 6         | H-8         |
| 5,5 mm  | 5         | I-9         |
| 6 mm    | 4         | J-10        |
| 6,5 mm  | 3         | K-10        |
| 7 mm    | 2         |             |
| 8 mm    | 0         | L-11        |
| 9 mm    | 00        | M/N-13      |
| 10 mm   | 000       | N/P-15      |
| 15 mm   |           | P/Q         |